# بارك دي سانتا ماريا (محطة مترو أنفاق مدريد)
بارك دي سانتا ماريا (بالإسبانية: Parque de Santa María)‏ هي محطة مترو أنفاق في مدريد في إسبانيا، تقع على الخط رقم 4.